# Le Joyau de la couronne
Le Joyau de la couronne (The Jewel in the Crown) est une mini-série britannique en un épisode de 120 minutes et 13 épisodes de 50 minutes, créée par Ken Taylor (en) d'après l'œuvre de Paul Scott intitulée Le Quatuor indien, et diffusée entre le 9 janvier 1984 et le 3 avril 1984 sur ITV. En France, la mini-série a été diffusée à partir du 23 octobre 1987 sur TF1.

## Synopsis
Cette mini-série raconte l'histoire tourmentée de l'Inde, appelée alors le joyau de la couronne, à la veille de son indépendance, au travers du destin tragique d'une jeune Anglaise violée par des Indiens.

## Distribution
- Susan Wooldridge : Daphne Manners
- Art Malik : Hari Kumar
- Wendy Morgan : Susan Layton
- Peggy Ashcroft : Barbie Bachelor
- Tim Pigott-Smith : Capitaine Ronald Merrick
- Nicholas Farrell : Teddy Bingham
- Derrick Branche : Ahmed Kasim
- Charles Dance : Guy Perron
- Om Puri : M. De Souza
- Geraldine James : Sarah Layton

## Récompenses
- British Academy of Film and Television Arts Award 1985 : Meilleure mini-série
- British Academy of Film and Television Arts Award 1985 : Meilleur acteur pour Tim Pigott-Smith
- British Academy of Film and Television Arts Award 1985 : Meilleure actrice pour Peggy Ashcroft
- British Academy of Film and Television Arts Award 1985 : Meilleurs maquillages
- British Academy of Film and Television Arts Award 1985 : Meilleurs costumes
- Emmy Award 1985 : Meilleure télésuite
- Golden Globe Award 1986 : Meilleure télésuite